# Festival international du film oriental de Genève
 (septembre 2021).
Si vous disposez d'ouvrages ou d'articles de référence ou si vous connaissez des sites web de qualité traitant du thème abordé ici, merci de compléter l'article en donnant les références utiles à sa vérifiabilité et en les liant à la section « Notes et références ».
 (septembre 2021).
Le Festival international du film oriental de Genève ou FIFOG est un festival suisse de cinéma qui a pour ambition de montrer des films d'Orient et sur l'Orient n'ayant pas la chance d'être autrement visibles sur les écrans suisses.